# Agrias semi-rileyi
Agrias semi-rileyi är en fjärilsart som beskrevs av Michener. Agrias semi-rileyi ingår i släktet Agrias och familjen praktfjärilar. Inga underarter finns listade i Catalogue of Life.